# Microdus martianus
Microdus martianus là một loài rêu trong họ Dicranaceae. Loài này được Hampe Besch. mô tả khoa học đầu tiên năm 1897.